# Илинденски път
„Илинденски път“ (на македонска литературна норма: Илинденски Пат) е македонистко списание, орган на Народноосвободителния фронт на Македония, излизало през годините на Втората световна война от март до август 1944 година.
Първата тройна книжка е печатана в Дебърца, брой 4 и двойната книжка 5 и 6, от която не е запазен екземпляр - в село Ехловец, Кичевско, а двойната книжка 7 и 8 (юли и август 1944) в печатницата „Илинден“ в Щип.
В редакцията влизат Страхил Гигов, Васил Ивановски и Веселинка Малинска. Първите шест броя са умножени в малък брой екземпляри на циклостила на Главния щаб на Народоосвободителната армия и партизанските отряди на Македония, а след това били препечатвани от областните комитети на КПМ. Автори в списанието са Бане Андреев, Люпчо Арсов, Диме Бояновски, Васил Ивановски, Перо Ивановски, Венко Марковски, Кирил Мильовски, Мара Нацева, Лиляна Чаловска, Емануил Чучков и други.